# Maiko Nakaoka
Maiko Nakaoka (中岡 麻衣子, 15 de febrer de 1985) és una exfutbolista japonesa. Va debutar amb la selecció del Japó el 2005. Va disputar 14 partits amb la selecció del Japó.

## Estadístiques
| Selecció del Japó | Selecció del Japó | Selecció del Japó |
| Anys              | Partits           | Gols              |
| ----------------- | ----------------- | ----------------- |
| 2005              | 3                 | 0                 |
| 2006              | 10                | 0                 |
| 2007              | 1                 | 0                 |
| Total             | 14                | 0                 |